# دبليو. والاس كينت
دبليو. والاس كينت (بالإنجليزية: W. Wallace Kent)‏ هو قاضي ومحامي أمريكي، ولد في 1 مايو 1916 في غاليسبورغ في الولايات المتحدة، وتوفي في 28 مايو 1973.